# Якубу, Абдул-Азиз
Абдул-Азиз Якубу (англ. Abdul-Aziz Yau; род. 10 ноября 1998, Тамале) — ганский футболист, нападающий клуба «Риу Аве». Выступает за китайский клуб «Ухань Саньчжэнь» на правах аренды.

## Клубная карьера
Якубу — воспитанник клубов «Ред Булл Гана», «Чарити Старс» и португальского «Визела». 23 апреля 2017 года в матче против «Фафе» он дебютировал в Сегунда лиге в составе последнего. По итогам сезона клуб вылетел в более низкий дивизион, но Абдул-Азищ остался в команде. Летом 2018 года Якубу на правах аренды перешёл в «Виторию Гимарайнш». 12 мая 2019 года в матче против «Белененсеш САД» он дебютировал в Сангриш лиге. По окончании аренды клуб выкупил трансфер игрока и сразу же отдал в аренду в «Эшторил-Прая». 10 сентября 2020 года в матче против «Ароки» он дебютировал за новую команду. 24 сентября в поединке против «Академику де Визеу» Абдул-Азиз забил свой первый гол за «Эшторил-Прая». 14 ноября в матче против «Кова-да-Пиедади» он сделал хет-трик.
Летом 2021 года Якубу был арендован «Риу Аве». 8 августа в «Академика» он дебютировал за новый клуб. 10 октября в поединке против «Вилафракенше» Абдул-Азиз забил свой первый гол за «Риу Аве». По итогам сезона он помог команде выйти в элиту, а клуб выкупил его трансфер.
В марте 2023 года Якубу был отдан в аренду в китайский «Ухань Саньчжэнь».